# Univers miroir (Star Trek)
Dans l'Univers de Star Trek, l'Univers miroir est un univers parallèle utilisé dans plusieurs épisodes de différentes séries de la franchise,.

## Chronologie
Le point de divergence originel entre l'univers original et l'univers miroir est une réaction différente du Professeur Zefram Cochrane lors du Jour du Premier Contact: tandis que dans l'univers original, le Professeur Cochrane avait accueilli les Vulcains en toute amitié, dans l'Univers Miroir il les exécuta, convaincu qu'il s'agissait d'un prélude à une invasion, ce qui conduisit à la formation d'une dictature impitoyable, l'Empire Terrien, une version diabolique de la Fédération, qui a asservi plusieurs espèces extraterrestres, et dont les officiers assoiffés de sang et de meurtre ont pour coutume d'assassiner leur supérieur pour pouvoir monter en grade et de recourir intensivement à la torture.
Le premier contact entre les deux univers eut lieu quand l'USS Défiant du 23e siècle fut transporté dans l'Univers miroir au 22e siècle. Le Commandeur Archer, second du vaisseau amiral de l'Empire ISS Enterprise, fut convaincu que ce vaisseau permettrait à l'Empire de vaincre la rébellion qu'il subissait. Mais le Capitaine Forrest, qui se méfiait de lui, ne voulut pas suivre ses recommandations, incitant Archer à se mutiner. Une fois Archer aux commandes, il retrouva le Défiant et monta à bord, lui et son équipage se servant de la technologie avancée du vaisseau pour échapper à une flotte rebelle, l'Enterprise étant détruit. Mais alors qu'Archer voulut en profiter pour prendre le pouvoir, il fut assassiné par son propre second, qui se fit proclamer Empereur.
Un nouveau contact eu lieu au 22e siècle quand Gabriel Lorca, capitaine impérial, fut transporté dans l'univers original et pris l'identité de son alter-égo de la Fédération, sous laquelle il reçut le commandement de l'USS Discovery. Il participa à la guerre entre la Fédération et l'Empire Klingon, et utilisa la propulsion sporique du vaisseau pour retourner dans propre univers. Là, il tenta de prendre le pouvoir, mais il fut exécuté par l'Impératrice après son échec, cette dernière étant capturée par l'équipage du Discovery et ramenée dans l'univers original, où elle devint agent de la Section 31 avant de repartir dans l'univers miroir à une date indéterminée.
Ce coup d'État ne provoqua pas l'effondrement de l'Empire. Mais à la suite de l'arrivée de membres d'équipage de l'USS Enterprise quelques années plus tard, le Spock de l'univers miroir devint un des leaders de l'Empire et lancera des réformes qui feront progressivement perdre à cette puissance son caractère dictatorial et sanguinaire. Paradoxalement, cela affaiblira également l'Empire, qui sera attaqué et renversé par une coalition extraterrestre — la tyrannique Alliance Klingo-Cardassienne, l'association de l'Empire Klingon et de l'Union Cardassienne dirigée par le Régent Worf — qui réduisit l'humanité en esclavage.
Mais une nouvelle incursion de l'univers original, cette fois de membres d'équipage de Deep Space Nine, initia une Rébellion Terrienne, version miroir du Maquis dirigée par le Benjamin Sisko miroir et née des cendres de l'Empire. Opérant depuis les Badlands, elle comptera plusieurs succès notables. En premier lieu, elle parvint à convaincre Jennifer Sisko, une scientifique travaillant pour l'Alliance en mettant au point un système de détection capable de percer les anomalies des Badlands et donc de repérer les bases rebelles, de faire défection et de rejoindre la Rébellion.
Par la suite, la Rébellion parvint à s'emparer de Terok Nor (Deep Space Nine miroir), base cruciale de l'Alliance dirigée par l'Intendante Kira Neris, et fabriqua sa propre version de l'USS Défiant du 24e siècle, avec l'aide du Benjamin Sisko de l'Univers original afin de repousser une puissante flotte Klingo-cardassienne menée par le Régent Worf en personne. La bataille qui s'ensuivit vit la défaite du Régent, qui n'eut d'autre choix que de prendre la fuite.
Une autre incursion de l'univers miroir eut lieu quand la Kira Neris de l'Univers Miroir se servi du double du Vedek Bariel Antos pour tenter de s'emparer d'un Orbe Bajoran afin de lancer une religion qui unifierait Bajor, mais cette tentative échoua. Par la suite, le Grand Nagus Zek fut capturé par le Régent qui exigea comme rançon que les Ferengis lui apportent un système d'occultation pour obtenir l'avantage nécessaire à une victoire contre le Défiant. Mais Quark et Rom lui remirent une version sabotée du camouflage qui endommagea gravement le vaisseau Kinglon. À la suite de cette défaite, le Régent fut capturé par la Rébellion, mais le conflit est toujours en cours.

## Apparitions
L'Univers Miroir apparaît ou est mentionné dans les épisodes suivants,,:
- Série originale:
  - Miroir (Saison 2, épisode 4)
  - Le Piège des Tholiens (Saison 3, épisode 9)
- Deep Space Nine
  - Entrelacs (Saison 2, épisode 23)
  - De l'autre côté du miroir (Saison 3, épisode 19)
  - Et le miroir se brisa (Saison 4, épisode 19)
  - Résurrection (Saison 6, épisode 8)
  - Un camouflage pour l'Empereur (Saison 7, épisode 12)
- Enterprise
  - Le Côté obscur du miroir, Part I (Saison 4, épisode 18)
  - Le Côté obscur du miroir, Part II (Saison 4, épisode 19)
- Discovery
  - Je m'enfonce dans la forêt (Saison 1, épisode 9)
  - Malgré soi (Saison 1, épisode 10)
  - Le Loup de feu (Saison 1, épisode 11)
  - Une ambition démesurée (Saison 1, épisode 12)
  - Le passé n'est qu'un prologue (Saison 1, épisode 13)
  - La Guerre, rien que la guerre (Saison 1, épisode 14)
  - Le Luxe des principes moraux (Saison 1, épisode 15)
  - Tera Firma, 1re partie (Saison 3, épisode 9)
  - Tera Firma, 2e partie (Saison 3, épisode 10)